# Kuczakiw
Kuczakiw (ukr. Кучаків, do 2016 Kirowe, ukr. Кірове) – wieś na Ukrainie, w obwodzie kijowskim, w rejonie boryspolskim, w hromadzie Boryspol. W 2001 liczyła 1605 mieszkańców, spośród których 1571 wskazało jako ojczysty język ukraiński, 30 rosyjski, 2 białoruski, a 2 inny.